# Scheepsweerstand

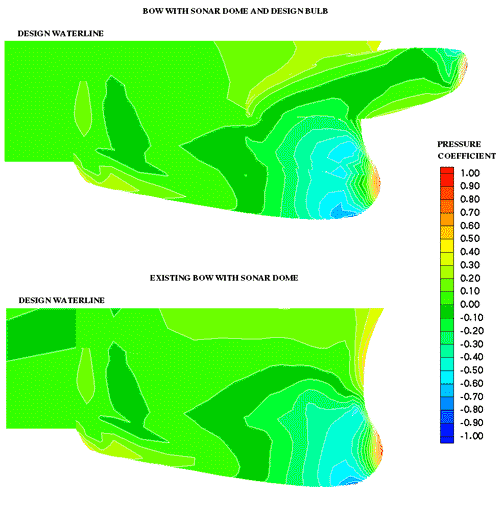
Met CFD berekende druk van het stromingsveld rond de boeg van de DDG-51 met en zonder bulbsteven, bij 20 knopen

Scheepsweerstand is de weerstand die een schip ondervindt zodra het vaart. Bij lagere snelheid wordt deze weerstand voornamelijk veroorzaakt door de druk- of vormweerstand en wrijvingsweerstand van het nat oppervlak van het schip, het oppervlak van de carène. Bij hogere snelheid wordt de golfweerstand groter.
De hydrodynamische weerstand bestaat uit meerdere, vaak samenhangende, componenten. Naast de hydrodynamische weerstand is er de luchtweerstand. De hydrodynamische weerstand RT wordt vaak onderverdeeld in wrijvingsweerstand en restweerstand. De restweerstand omvat de druk- of vormweerstand en de golfweerstand. Dit is de vlakwaterweerstand. Wind en golven zorgen voor een toegevoegde weerstand, net als manoeuvreren.
De totale scheepsweerstand wordt wel benaderd door de schroefwet. In deze benadering neemt met de hoge reynoldsgetallen van schepen de weerstand kwadratisch toe met de snelheid. Aangezien het benodigde vermogen om deze weerstand te overwinnen, toeneemt met de snelheid, neemt het vermogen toe met de derde macht.
| Verbruik per dag Vanwege een beveiligingsprobleem met de MediaWiki Graph-software is het momenteel niet mogelijk deze grafiek weer te geven. Zodra de software is bijgewerkt zal de grafiek vanzelf weer zichtbaar worden. | Verbruik reis Vanwege een beveiligingsprobleem met de MediaWiki Graph-software is het momenteel niet mogelijk deze grafiek weer te geven. Zodra de software is bijgewerkt zal de grafiek vanzelf weer zichtbaar worden. | Reisduur Vanwege een beveiligingsprobleem met de MediaWiki Graph-software is het momenteel niet mogelijk deze grafiek weer te geven. Zodra de software is bijgewerkt zal de grafiek vanzelf weer zichtbaar worden. |

## Totale weerstand
De totale weerstand RT is gedefinieerd als de sleepweerstand van de romp zonder schroef. Door de schroef-romp-interactie is deze niet gelijk aan de benodigde stuwkracht T. De werking van de schroef veroorzaakt ter plaatse een hogere snelheid, wat zorgt voor een hogere wrijvingsweerstand en drukverlaging bij het achterschip. Deze weerstandsverhoging ΔR ten opzichte van de stuwkracht en de scheepsweerstand is het zoggetal t:
{\displaystyle t={\frac {\Delta R}{T}}={\frac {T-R_{T}}{T}}}
De totale weerstandscoëfficiënt is:
{\displaystyle C_{T}={\frac {R_{T}}{0{,}5\cdot \rho \cdot S\cdot V^{2}}}}

## Wrijvingsweerstand
Wrijvingsweerstand RF is de kracht die de scheepshuid ondervindt door het langs stromende water. Dat komt doordat het water vlak tegen de scheepshuid stilstaat ten opzichte van die huid. Als water beschouwd wordt als een newtoniaanse vloeistof, dan is de schuifspanning rechtevenredig aan de gradiënt van de stroomsnelheid loodrecht op het schuifvlak:
{\displaystyle \tau =\mu {\frac {\mathrm {d} v}{\mathrm {d} y}}}
waarbij:
{\displaystyle \tau } de schuifspanning op de stof is, deze ontstaat door de weerstand van de stof tegen het stromen, de vloeiweerstand;
{\displaystyle \mu }, waarvoor ook wel {\displaystyle \eta } voor wordt gebruikt, is de dynamische viscositeit van de stof, deze is bij een newtoniaanse vloeistof een constante;
{\displaystyle {\frac {\mathrm {d} v}{\mathrm {d} y}}} is de gradiënt (verandering) van de stroomsnelheid loodrecht op het schuifvlak. Het schuifvlak is het vlak waarover schuif plaatsvindt.
De wrijvingskracht is afhankelijk van het wrijvingsoppervlak, het nat oppervlak, waarbij alleen de component die evenwijdig is aan de relatieve beweging meetelt:
{\displaystyle R_{F}=\int \tau \cdot dA\cdot \cos \alpha }

### Getal van Reynolds
Bij stroming ontstaat een grenslaag, waarbij de relatieve snelheid direct aan de scheepshuid nul is en op toenemende afstand groter wordt tot uiteindelijk de ongestoorde snelheid. De grenslaag is deels laminair en deels turbulent. Waar bij het voorschip sprake is van laminaire stroming, ontstaat verder naar achteren een turbulente stroming. Daar is na een overgang nog sprake van een zeer dunne laminaire of viskeuze sublaag. Bij grote ruwheid of door de scheepsvorm kan loslating optreden, wat leidt tot een toename van de weerstand. Achter het loslatingspunt is sprake van een tegengestelde stroming.
De invloed van de ruwheid is:
{\displaystyle R_{F}=C_{F}\cdot 0{,}5\cdot \rho \cdot v^{2}\cdot A}
Het ITTC heeft in 1957 de wrijvingsweerstandscoëfficiënt CF voor de correlatie tussen model en schip bepaald als:
{\displaystyle C_{F}={\frac {0{,}075}{(\log _{10}R_{e}-2)^{2}}}}

### Getal van Froude
Zoals het getal van Reynolds bepaald wordt door de viscositeit van het medium (doorgaans water), staat het getal van Froude in functie van de traagheid en de gravitatie.

#### Dunne planken
In 1870 stelde William Froude empirisch vast dat dunne planken die over water werden voortgetrokken een wrijvingsweerstand ondervonden.
{\displaystyle R_{F}={\frac {\gamma \cdot C\cdot A\cdot v^{n}}{1000}}}
Daarin is
{\displaystyle \gamma } het soortelijk gewicht van water
{\displaystyle C} de wrijvingscoëfficiënt afhankelijk van ruwheid
{\displaystyle A} het ondergedompelde oppervlak
{\displaystyle v} de sleepsnelheid
{\displaystyle n} een ruwheidscoëfficiënt

#### Schepen
De vorige formule geldt alleen voor dunne planken. Voor schepen wordt de formule als volgt:
{\displaystyle R_{F0}=\left(0{,}1392+{\frac {0{,}258}{2{,}68+L}}\right)\cdot {\frac {\gamma \cdot A\cdot v^{1{,}825}}{1000}}}
waarin:
{\displaystyle L} de lengte van het schip is en
{\displaystyle A\approx C_{1}\cdot {\sqrt {VL}}} het ondergedompelde oppervlak,
met 
{\displaystyle C_{1}=f\left({\frac {V}{LBT}},{\frac {B}{T}}\right)(\approx 2{,}6)},
{\displaystyle B} de breedte van het schip
{\displaystyle T} de diepgang van het schip
{\displaystyle V} het volume van de kuip

#### Correcties
Er moet met een aantal factoren rekening worden gehouden, zoals:
- temperatuur, de viscositeit van water verandert met de temperatuur. Een hogere temperatuur betekent een lagere viscositeit. Zo is {\displaystyle C_{2}=1{,}80\ (0^{\circ }{\text{C}})}, en {\displaystyle C_{2}=0{,}43\ (70^{\circ }{\text{C}})}
- ruwheid, door gebruik, maar vooral door stilliggen, wordt de huid minder glad. Dit komt onder meer door algengroei

{\displaystyle C_{3}=1+{\text{term}}},
met
{\displaystyle {\text{term}}\in [0{,}0001;0{,}0004]}
- vorm, voor snelle schepen is deze factor minder belangrijk, voor zware tankers kan de vormfactor waarden tot 0,2 halen

{\displaystyle C_{4}=1+\phi },
met {\displaystyle \phi } de vormfactor.

#### Aangepaste formule
De toevoeging van de correctiefactoren {\displaystyle C_{2},C_{3},C_{4}} aan de oorspronkelijke formule voor {\displaystyle R_{F0}} geeft de volgende uitkomst:
{\displaystyle R_{F}=C_{2}\cdot C_{3}\cdot C_{4}\cdot R_{F0}} (eenheid kgf)

## Restweerstand
De restweerstand RR wordt bepaald door de wrijvingsweerstand af te trekken van de tijdens sleepproeven gevonden totale weerstand. De restweerstandscoëfficiënt is:
{\displaystyle C_{R}=C_{TM}-C_{FM}\cdot (1+k)}
waarin {\displaystyle (1+k)} de vormfactor is.

### Drukweerstand
Drukweerstand RP ontstaat door inwendige wrijving van een vloeistof bij het omstromen van een lichaam. Hoewel in een onsamendrukbare en niet-viskeuze vloeistof er volgens de paradox van d’Alembert geen drukweerstand zou zijn, omdat de druk voor het lichaam gelijk is aan die achter het lichaam, gaat er door interne wrijving stromingsenergie verloren, zodat de constante van Bernoulli afneemt. Hierdoor neemt de druk verder naar achteren af, zodat er een drukverschil ontstaat tussen de voor- en achterkant.
Uit het bovenstaande volgt dat drukweerstand slechts afhankelijk is van de dwarsdoorsnede van het lichaam dat dwars op de stroomrichting staat:
{\displaystyle R_{P}=\int p\cdot dA\cdot \sin \alpha }
De drukweerstand is afhankelijk van de vorm — vormweerstand — en van de loslating van de grenslaag — wervelweerstand.

### Golfweerstand
Golfweerstand treedt op zodra een lichaam zich beweegt in het scheidingsvlak tussen twee stoffen met verschillende dichtheden, zoals water en lucht, of waterlagen met verschillende temperatuur of zoutgehalte. Een varend schip veroorzaakt een drukverstoring die golven opwekt. Deze worden bepaald door het evenwicht tussen drukkrachten, traagheidskrachten en de zwaartekracht. Als de massa van de bovenste vloeistof verwaarloosbaar is ten opzichte van de onderliggende, zoals bij lucht en water, geldt het Froudegetal Fr:
{\displaystyle Fr={\frac {V}{\sqrt {gL}}}}
Het Froudegetal bij waterdiepte is:
{\displaystyle Fr_{h}={\frac {V}{\sqrt {gh}}}}
Daarin is:
{\displaystyle V} de snelheid
{\displaystyle g} de zwaartekracht
{\displaystyle L} de karakteristieke lengte (bijvoorbeeld lengte van een schip)
{\displaystyle h} de diepte van het stromende water
De publicatie The wave resistance of a ship van John Henry Michell is van groot belang geweest voor de bepaling van de golfweerstand, hoewel hierbij wordt uitgegaan van slanke schepen, zodat voor afwijkende scheepsvormen de resultaten te veel afwijken en voor de meeste scheepsontwerpen niet bruikbaar zijn.
Michell drukte de golfweerstand van een slank schip uit als:
{\displaystyle R_{W}={\frac {4}{\pi }}\cdot \rho \cdot V^{2}\cdot v^{2}\int _{0}^{\infty }{\frac {\lambda ^{2}}{\sqrt {\lambda ^{2}-1}}}\mid A(\lambda )\mid ^{2}d\lambda }

## Zeegangweerstand
Naast de vlakwaterweerstand ontstaan er bij wind en golven extra weerstandverhogende effecten. Deze kunnen het gevolg zijn van:
- golven;
- de opgewekte trim, slagzij en drifthoek;
- de dynamische werking van de aanhangsels zoals roer, asbroeken, kimkielen, vinnen, koelwaterinlaatopeningen;
- de invloed van de bodem;
- de weerstand ten gevolge van wind;
- sterk fluctuerende of overbelasting van de schroef.

## Luchtweerstand
Luchtweerstand is een weerstand die toeneemt naarmate er een hogere snelheid is, de hoeveelheid weerstand is afhankelijk van de snelheid en de aerodynamica van het schip.
{\displaystyle C_{AA}={\frac {R_{AA}}{0,5\cdot \rho \cdot V_{R}^{2}\cdot S}}}

## Geïnduceerde weerstand

Geïnduceerde weerstand

Geïnduceerde weerstand treedt op zodra een stroming afgebogen wordt. Dwars op de aanstromingsrichting ontstaat een kracht die door de afbuiging een helling krijgt. Deze is te ontbinden in liftkracht en geïnduceerde weerstand. De weerstand is dus noodzakelijk om lift te verkrijgen. Bij schepen treedt deze weerstand op bij roeren, voortstuwers en stabilisatievinnen. Tijdens het manoeuvreren ontstaat er ook een geïnduceerde weerstand op de romp als deze schuin wordt aangestroomd. Verder treedt de weerstand op bij draagvleugelboten en planerende schepen die lift nodig hebben om zich uit het water te verheffen en bij zeilschepen.

## Verminderen weerstand
Er zijn verschillende methoden om de scheepsweerstand te verminderen.

### Bulbsteven
Een bekende is de bulbsteven die de stroming rond de boeg beïnvloedt. Hierdoor wordt, afhankelijk van de snelheid, de golfweerstand van het schip verminderd. Bij een conventionele voorsteven ontstaat er een boeggolf net voor de boeg. Als er net onder het wateroppervlak een bulb wordt geplaatst, net voor deze golf, dan moet het water eerst hierover stromen. Als het hierdoor veroorzaakte golfdal samenvalt met de boeggolf, dan heffen deze elkaar gedeeltelijk op - zogenaamde destructieve interferentie - waardoor het zog aanzienlijk afneemt.
Hoewel het opwekken van een golf energie onttrekt aan het schip, zorgt het opheffen van de boeggolf voor een verandering in de drukverdeling over de romp, waardoor de golfweerstand afneemt. Het effect dat de drukverdeling heeft op een oppervlakte heet vormweerstand.
Ondanks de voordelen, hebben bulbstevens alleen een maximaal effect in een smal snelheidsbereik, bij minimaal 6 knopen. Bij andere snelheden kan een bulbsteven zelfs een tegengesteld effect hebben. Het effect manifesteert zich het sterkst bij grote schepen.

### Vertrimmen
Sommige schepen, vooral containerschepen, worden voorover getrimd, zodat de bulbsteven goed onder water zit — in verband met de aanstroming — en het achterschip uit het water komt, zodat het nat oppervlak en daarmee de weerstand afneemt, wat de snelheid ten goede komt.

### Draagvleugels
Door gebruik te maken van draagvleugels kan de romp van een draagvleugelboot bij het toenemen van de vaarsnelheid uit het water komen, waardoor de weerstand afneemt en het kan het sneller dan de rompsnelheid varen.

### Luchtsmering
Een andere techniek die gebruikt wordt om de weerstand te verminderen is luchtsmering.

## Theorievorming

### Voorlopers
Aristoteles hield zich al bezig met de weerstand die lichamen die zich voortbewegen door een vloeistof ondervinden, hoewel zijn oplossing niet de juiste was. Galileo zorgde daarna voor hernieuwde belangstelling. Toepassingen in de ballistiek en hydraulische machines zoals wind- en watermolens en pompen, maar ook scheepsweerstand en zeilvoortstuwing zorgden ervoor dat dit een prestigieus onderwerp werd van de vroege moderne wetenschap.
Christiaan Huygens en Edme Mariotte — beiden leden van de Académie des Sciences — werkten op dit gebied enige tijd samen. Huygens voerde in 1669 sleepproeven uit met eenvoudige scheepsvormen die voortbewogen werden door een valgewicht. Hij stelde vast dat de weerstand zich proportioneel verhoudt tot snelheid in het kwadraat. Zijn resultaten werden niet wijd verspreid en pas na zijn dood uitgegeven in 1698.
Mariotte voerde proeven uit met voorwerpen in rust die ondergedompeld waren in een voortbewegende vloeistof. Hij mat de weerstand met een balans en kwam tot dezelfde conclusie als Huygens. Daarnaast deed hij zijn waarnemingen in lucht en stelde vast dat de weerstand zich proportioneel verhoudt tot de dichtheid van de vloeistof:
{\displaystyle R\sim \rho V^{2}}
Hij voltooide zijn proeven in 1684 en deze werden in 1686 postuum gepubliceerd.

### Newton
Newton was waarschijnlijk niet op de hoogte van deze bevindingen, maar kwam in zijn Principia tot dezelfde conclusie. In hoofdstuk VII van boek II kwam hij tot een afleiding die overeenkwam met die van Mariotte, maar uitgebreid met een kwadratische verhouding tot de diameter van het lichaam:
{\displaystyle R\sim \rho v^{2}D^{2}} of {\displaystyle R=C_{D}\rho v^{2}A}
Het opmerkelijke hiervan was nu dat volgens deze aannames de weerstandscoëfficiënt {\displaystyle C_{D}} onafhankelijk is van de snelheid {\displaystyle v} en oppervlak {\displaystyle A}.
Newton ging hierbij uit van een vloeistof van geringe dichtheid (rare medium) waarbij de vloeistofdeeltjes geen interactie uitoefenen op elkaar en volkomen elastisch botsen tegen een lichaam. Hij nam aan dat de weerstand slechts veroorzaakt werd door vloeistofdeeltjes die het frontale oppervlakte raakten en daarbij geen interactie uitoefenden op de andere deeltjes en dat ook de zijkanten en achterzijde geen invloed hadden op de weerstand.
Bij een vlakke plaat onder een hoek zou de weerstand dan uitgedrukt kunnen worden als:
{\displaystyle R=\rho Av^{2}\sin ^{2}\alpha }
De weerstand zou dus afhankelijk zijn van het kwadraat van de sinus van de invalshoek {\displaystyle \alpha }.
Newton beweerde nergens dat zo'n vloeistof van geringe dichtheid werkelijk bestond en het is duidelijk dat hij ervan uitging dat bestaande vloeistoffen wel interactie uitoefenden op elkaar (viscositeit) en beïnvloed werden door de zwaartekracht.

### Botsingstheorie
Latere ontwikkelingen lieten duidelijk zien dat bij vloeistofbewegingen waarbij traagheid en zwaartekracht of viscositeit een rol speelde, de weerstandscoëfficiënt {\displaystyle C_{D}} niet constant kon blijven. In dat geval zijn ze afhankelijk van een parameter van gelijkvormigheid zoals het Froudegetal of het reynoldsgetal. Desondanks werd door enkele wetenschappers geprobeerd een 'botsingstheorie' (shock theory) te formuleren met een constante weerstandscoëfficiënt, waarbij de aannames ver buiten het geldigheidsbereik van het rare medium van Newton lagen.

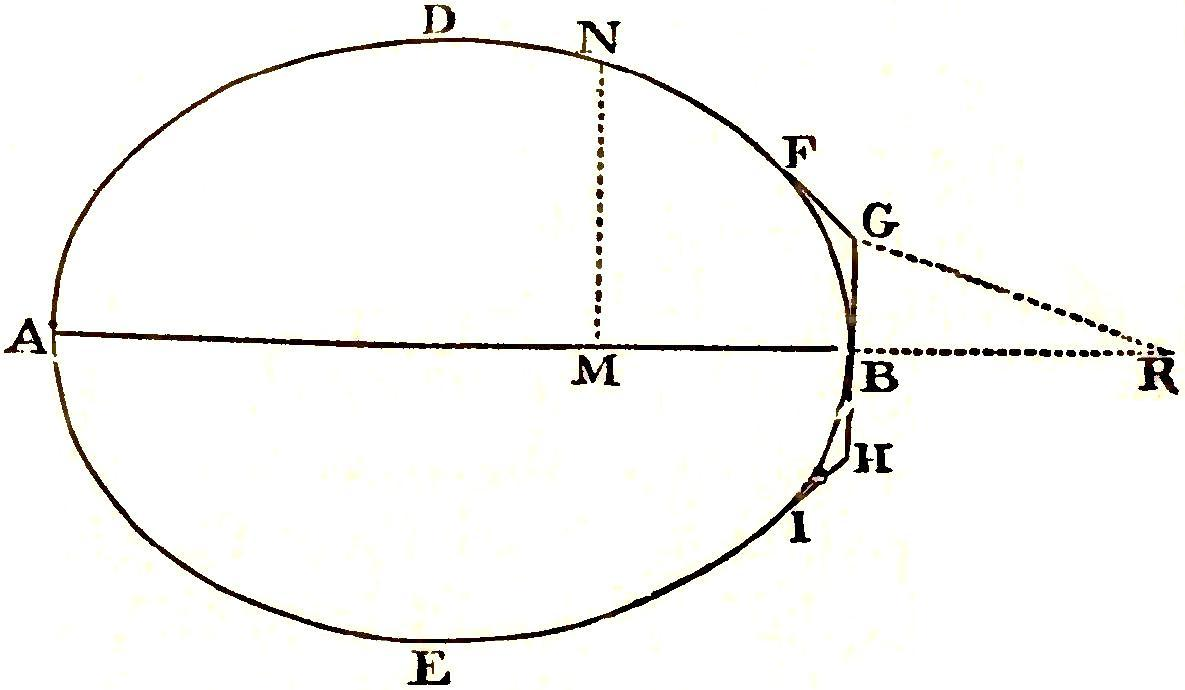
Het omwentelingslichaam van minste weerstand volgens Newton

Newton zelf was op basis van zijn theorie gekomen met het omwentelingslichaam van minste weerstand, wat naar zijn idee ook bruikbaar zou moeten zijn voor schepen. Met zijn botsingstheorie zou dit een eeuw lang de basis van scheepshydrodynamica vormen.
Reyneau was de eerste die het omwentelingslichaam van minste weerstand koppelde aan een scheepsvorm. Hij kwam met een vorm die afgeleid was van het werk van l'Hôpital en Bernoulli, maar maakte een kleine aanpassing met een puntige boeg.
In 1725 schreef de Académie des Sciences een prijs uit voor de beste publicatie over de plaatsing, hoogte en het aantal masten. Pierre Bouguer won de prijs in 1727 en verdeelde in zijn werk de boeg in panelen om de stoot van het water te berekenen. De tweede prijs was voor Leonhard Euler. Beide auteurs maakten in deze werken nog grote simplificaties, maar zouden jaren later een grote bijdrage leveren aan de theorie voor schepen.
Waar Reyneau met een boeg kwam die een halve cirkel als basis had, werkte Bouguer in 1733 een boeg van minste weerstand uit die parabolisch was. Deze boeg hield meer rekening met de praktische beperkingen bij het bouwen van een echt schip en met het feit dat een boeg door de drift niet recht aangestroomd wordt.

### Vloeistofmechanica
Ondertussen werden er op het gebied van de algemene vloeistofmechanica vorderingen gemaakt door Daniel Bernoulli met Hydrodynamica uit 1738 en zijn vader Johan Bernoulli met Hydraulica. Waar men tot dan toe een hydrostatische benadering had, legde Daniel een verband tussen druk en snelheid. Zijn vader introduceerde het begrip interne druk. Beide werken hadden veel overlappingen en leiden samen tot de Wet van Bernoulli. Er was nu definitief overgestapt van een model met deeltjes die weerkaatsen op een lichaam naar een model waarbij de vloeistof afbuigt met gekromde stroomlijnen.
Dit werd ook onderbouwd door experimenten van onder andere Benjamin Robins. In zijn New Principles in Gunnery uit 1742 kwam hij tot resultaten die in tegenspraak waren met de theorie van Newton. Dit werd door Euler vertaald in het Duits met de nodige aantekeningen van hemzelf. Hierin stelt Euler voor het eerst dat er geen rare medium bestaat.
Na zijn terugkomst uit Peru van de geodetische missie schreef hij twee werken over de boeg van de minste weerstand. Terwijl Bouguer werkte aan zijn Traité du navire schreef Euler Scientia Navalis over vloeistofmechanica. Waar Bouguer kwam met praktische numerieke resultaten kwam voor echte schepen, ontwikkelde Euler een algemene hydrodynamische theorie. Beiden kwamen met verschillende boegvormen van minste weerstand, waarbij Bouguer ook onderscheid maakte van boegvormen van hoogste snelheid. Bouguer deed ook als eerste een poging het effect van de achtersteven op de weerstand te bepalen. Hij ging er hierbij van uit dat een voortbewegend schip een leegte achterlaat dat gevuld wordt door inkomend water. De kracht waarmee dit gebeurt zou het schip voorwaarts moeten drukken. Door zijn resulterende 'achtersteven van grootste impuls' te combineren met de boeg van minste weerstand zou het snelst mogelijke schip gebouwd kunnen worden.
Beiden maakten nog wel deels gebruik van de botsingstheorie. Hoewel de Franse marine de panelenmethode invoerde, was de basis hiervan niet realistisch genoeg om ontwerpverbeteringen te verkrijgen. Jorge Juan y Santacilia — die met Bouguer in Peru was geweest — wees op dezelfde gronden als Robins de botsingstheorie wel af in zijn Examen marítimo teórico-práctico uit 1771. Hierin gaf hij het belang aan van de golfmakende weerstand van de boeg. Hierbij steunde hij nog te veel op hydrostatische wetten, maar op veel gebieden was hij zijn tijd ver vooruit.

### Veldtheorie
Rond 1750 bestond er geen algemene theorie voor vloeistofdynamica. Het deeltjesmodel was gebaseerd op de dynamica van puntmassa's en voldeed niet voor vervormbare vloeistoffen. Bij een theorie die daar wel aan voldeed zou het continuüm moeten voldoen aan de principes van de dynamica (de Wetten van Newton). Het zou verder vergelijkingen moeten bevatten die de eigenschappen van de vloeistof beschrijven — bijvoorbeeld als ideale vloeistof — en de randvoorwaarden. Ook moet de behoudswet in acht worden genomen, daarbij vooral de wet van behoud van massa.

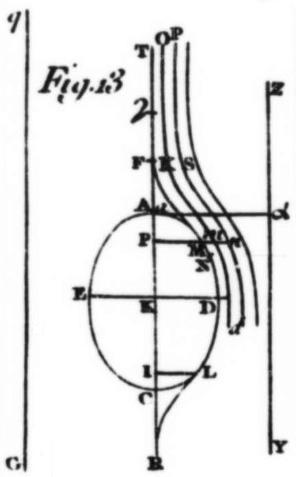
De hydrodynamische paradox

Een dergelijk veld zou door een aantal variabelen moeten worden beschreven, voornamelijk druk en snelheid. Dit vond plaats met
partiële differentiaalvergelijkingen, die als eerste werden opgesteld door Alexis Claude Clairaut. Jean Le Rond d'Alembert en Euler waren de pioniers van deze nieuwe aanpak. D'Alembert benaderde dit eerst vanuit het equilibrium en de beweging van vloeistoffen. Hoewel hij in zijn eerste werk hierover min of meer tot dezelfde resultaten kwam als andere wetenschappers volgens een andere methode, baseerde hij hierop zijn werk over weerstand in vloeistoffen. Dit was in eerste instantie ingediend om mee te dingen naar een prijs over de weerstand van vloeistoffen van de Berlijnse Academie van Wetenschappen in 1749, maar Euler als voorzitter stuurde alle inzendingen terug met de aansporing om de resultaten te vergelijken met experimentele resultaten. D'Alembert had een afkeer van experimenten, trok zijn inzending terug en publiceerde het enkele jaren later. Waar hij in zijn eerdere werk nog uitging van dezelfde deeltjestheorie als Newton, stelde hij nu vast dat deeltjes niet botsen met een lichaam, maar deze omstromen waarbij de versnelling die voortkomt uit de continue richtingsverandering een druk uitoefent op het lichaam, waarbij de dynamica te beschrijven is als een veld. Het werk is het bekendst vanwege de hydrodynamische paradox dat stelt dat er voor een volledig ondergedompeld voorwerp dat zich voortbeweegt door een ideale vloeistof geen weerstand is. Hoewel zijn conclusies grotendeels juist waren, werd al snel de lijn van Euler overgenomen vanwege diens aansprekender axioma's.
In 1752 had Euler het werk van d'Alembert en diens voorgangers samengevat in Principia motus fluidorum. Dit werkte hij in 1755 verder uit in drie publicaties voor de Berlijnse Academie van Wetenschappen. Hierin werkte hij de basisvergelijkingen voor vloeistofmechanica uit, wat beschouwd wordt als de meest briljante bijdrage op dit gebied van die eeuw. Hij definieerde een infinitesimaal vloeistofelement als parallellepipedum, de simpelste vorm die hij kon gebruiken. Zijn analyse maakte onderscheid tussen kinematica — ook wel bewegingsleer genoemd — en dynamica — ook wel krachtenleer genoemd. In het kinematische deel drukte hij de continuïteitsvergelijking van het behoud van massa uit in de vorm van een partiële differentiaalvergelijking. Voor een ideale vloeistof zouden de variabelen bestaan uit dichtheid, volume en druk. In het dynamicadeel stelde hij drie vergelijkingen op die aantoonden dat de versnelling van een vloeistof afhankelijk is van het drukverschil over het vloeistofelement. Hoewel Euler de botsingstheorie afwees, maakte hij hier in zijn later werk dat specifiek over weerstand ging nog wel gebruik van bij gebrek aan beter. Aangezien een ideale vloeistof geen wrijving ondervindt, kwam hij namelijk zonder de botsingstheorie net als zijn voorgangers uit op geen resulterende weerstand.
Het werk van Euler werd verder uitgewerkt door Lagrange. Diens Mécanique analytique was de meest uitgebreide behandeling van de klassieke mechanica sinds Newton en vatte het het bestaande werk op onder andere het gebied van de vloeistofmechanica samen. Ook introduceerde hij het begrip potentiaalstroming.
Borda en Laplace zouden de theorie van Euler verder aanvullen, maar het was duidelijk dat een gebrek aan kennis over wrijving in echte vloeistoffen in de weg stond van praktische toepassingen van de theorie. Dit zou pas door Coulomb worden onderzocht. Tot die tijd verschoof de nadruk naar proeven.

### Experimenteel onderzoek
Doordat de botsingstheorie niet tot bruikbare toepassingen leidde en de nieuwe aanpak nog niet voldoende ontwikkeld was, zochten scheepsbouwkundigen naar een andere manier om gericht te kunnen werken aan verbeteringen van scheepsontwerpen. Hierbij werden zeer praktische oplossingen gezocht, vooral om de rompvorm te optimaliseren, maar ook fundamentelere vraagstukken over de principes van de vloeistofmechanica vroegen om een oplossing. Sleepproeven werden waarschijnlijk al in de Oudheid uitgevoerd. Leonardo da Vinci voerde aan het einde van de vijftiende eeuw proeven uit om tot de snelste scheepsvorm te komen. Dit soort proeven zou tot de uitvinding van de dynamometer door Gaspard de Prony in 1826 en de latere verfijning daarvan door William Froude kwalitatief blijven doordat kracht niet gemeten kon worden.

#### Optimalisatie van de rompvorm
In het Verenigd Koninkrijk schreef de Society of Arts tussen 1758 en 1763 een prijsvraag uit om tot de snelste en meest stabiele scheepsvorm te komen. In een sleeptank werden diverse modellen getest, onder andere door de modellen voort te laten bewegen door een valgewicht. Door onbekendheid met het effect van schaalfactoren was het niet goed mogelijk de resultaten te interpreteren. In Nederland voerde Pieter van Zwijndregt Pauluszoon rond 1750 sleepproeven uit waarbij hij ook de achterzijde van de modellen aan een lijn vastmaakte om te zorgen dat het model op koers bleef. Hij was niet geïnteresseerd in een algemene theorie, maar verkreeg wel een aantal rompvormen die hij gebruikte voor zijn ontwerpen.
In Zweden voerde Fredrik Henrik af Chapman rond 1770 zeer uitgebreide sleepproeven uit. Zijn weerstandstheorie leunde sterk op het omwentelingslichaam van minste weerstand van Newton en hij kwam tot een formule die de positie van de grootste breedte koppelde aan snelheid en weerstand. Hij moest echter concluderen dat zijn observaties in tegenspraak waren met deze theorie. Hij nam waar dat bij een lage snelheid een scherpe voorsteven minder weerstand had en dat bij een hogere snelheid een stompere boeg minder weerstand ondervond, waarmee de positie van de grootste breedte dus snelheidsafhankelijk was. Gebaseerd op verdere proeven kwam hij tot een 'relaxatiemethode'. Ook de proeven met schepen die volgens deze methode waren gebouwd verliepen teleurstellend.

#### Principes van de vloeistofmechanica
In Frankrijk voerde Borda met een op de door Robins uitgevonden ballistische slinger gelijkend instrument proeven uit in lucht en water met diverse eenvoudige vormen als platen, prisma's, piramides en bollen. Hierbij werd de proportionele verhouding van weerstand tot snelheid in het kwadraat bevestigd, maar die tot sinus in het kwadraat afgewezen. Hij concludeerde dat de botsingstheorie van Newton niet te gebruiken was bij het ontwerpen van schepen. Dat objecten aan de oppervlakte meer weerstand ondervonden dan volledig ondergedompeld weet hij aan een groter verlies van vis viva.
Geïnspireerd door Borda liet Thévenard in Lorient een 70 meter lang kanaal graven dat 4 meter breed was en 3 meter diep, het grootste bassin tot de sleeptank van William Froude in Torquay. In 1769 begon hij aan een drie jaar durende programma waarbij 52 verschillende vormen werden getest. Dit waren niet alleen basisvormen zoals kubussen, prisma's en kegels, maar ook de lichamen van minste weerstand van Newton en Bouguer. Deze werden niet alleen aan de oppervlakte getest, maar ook op verschillende dieptes. De belangrijkste bevindingen waren:
- de vergrote weerstand voor lichamen aan de oppervlakte, die door Thévenard werd toegeschreven aan de wrijving door het opwekken van golven;
- de diepte van onderdompeling had geen effect op de weerstand;
- de elliptische boeg van Bouguer had de minste weerstand;
- elliptische boegen hadden minder weerstand doordat de boeggolf elliptisch is, waardoor deze boegvorm de minimale hoeveelheid water voortbeweegt;
- een verlengde achtersteven heeft minder weerstand dan een verkorte;
- een boegvorm die onder de waterlijn naar achteren liep, had minder weerstand dan een verticale boeg.

Thévenard begon zijn werk voor de Franse Oost-Indische Compagnie, maar na het faillissement daarvan in 1769 ging hij verder in dienst van de Franse marine. Hij publiceerde zijn werk echter pas in 1800, waarbij ze slechts deel uitmaakten van een werk over vele andere onderwerpen.
Veel bekender werd het werk van Bossut die met Condorcet en d'Alembert 1777 een eerste serie van proeven deden in Parijs. Deze bevestigden de observaties van Benjamin Franklin dat schepen in ondiep water meer weerstand ondervonden dan die in open water. De belangrijkste resultaten waren:
- de weerstand steeg sneller dan met {\displaystyle v^{2}} of {\displaystyle \sin ^{2}}, wat geweten werd aan het opwekken van een boeggolf;
- de weerstand van vlakke platen die onder water werden gesleept kon worden uitgedrukt als {\displaystyle R=0{,}5\rho v^{2}A}, de helft van wat Newton had aangegeven;
- de invloed van de boegweerstand was zo groot dat de wrijving van de rest van de romp te verwaarlozen was.

In het jaar daarop werd een tweede serie van proeven gedaan. Hoekige boegen bleken niet aan dezelfde wetten te voldoen als gekromde boegen. Verder zorgde een verlengd achterschip voor een hogere snelheid en bleek een lengte-breedteverhouding van 3 optimaal te zijn. Dat dit laatste in tegenspraak was met de conclusies van de overgrote invloed van de boeg uit de eerste serie proeven werd over het hoofd gezien. De laatste conclusie was dat het toevoegen van een driehoekige punt aan een vlakke boeg zorgde voor weerstandsvermindering.
Onder een ander publiek kreeg het werk van Buat op het gebied van stromingsgedrag in pijpen en kanalen de nodige aandacht. Hij toonde aan dat wrijving onafhankelijk is van druk. Hij kwam ook tot de foutieve conclusie dat wrijving onafhankelijk is van de ruwheid van het gebruikte materiaal. Zijn werk over de weerstand van drijvende lichamen kreeg minder aandacht, maar is opmerkelijk omdat hij weerstand onderverdeelde in verschillende componenten waaronder wrijving en omdat hij weerstandsmetingen deed met gebruik van dynamische druk, waarmee hij de eerste was die experimenteerde met het door d'Alembert voorgestelde verband tussen druk en weerstand. Voor dat laatste maakte hij gebruik van pitotbuizen. Deze bevestigde hij aan de voor- en achterzijde en aan de zijkanten. Aan de voorzijde mat hij een behoorlijke overdruk, aan de achterzijde een onderdruk en daartussen een gelijkmatige verdeling. Daarop verdeelde hij weerstand in boegschok, laterale wrijving en achterwaartse kracht, die veroorzaakt werd door het verschil in druk. De laatste twee worden tegenwoordig aangeduid als wrijvings- en vormweerstand, maar doordat zijn werk grotendeels onbekend bleef, duurde het nog tot William Froude voor deze onderverdeling algemeen werd.
Hoewel Romme het werk van Buat niet kende, kwam hij deels tot dezelfde conclusies. Hij had het werk van Borda, Bossut en Chapman bestudeerd en had in tegenspraak met Bossut tijdens eigen experimenten gevonden dat het effect van de achterzijde niet verwaarloosd kon worden doordat de weerstand van een kanomodel dat gesleept werd gelijk was als dat achterstevoren gebeurde.
Hoewel de ontwikkeling van de hydrodynamica in vooral Frankrijk nog niet geresulteerd had in daadwerkelijke vooruitgang in Franse scheepsontwerpen, leefde deze indruk wel, wat zou leiden tot de nodige doorbraken in de weerstandstheorie. Het werk van Beaufoy voor de Society for the Improvement in Naval Architecture aan het einde van de achttiende eeuw zorgde voor nieuwe inzichten. Hij stelde vast dat wrijving niet verwaarloosbaar is en maakte ook onderscheid in de diverse soorten weerstand. Dit was de weerstand veroorzaakt door de boeggolf, die door wrijving langs de romp en de negatieve druk van het achterschip. Zo bekwaam als hij echter was in het experimenteren, zulke korte rapporten schreef hij echter. Robert Fulton maakte gebruik van het rapport van Beaufoy uit 1800 om te bepalen hoe groot de stoommachine en de raderen moesten worden. Het was uiteindelijk zoon Henry Beaufoy die de volledige resultaten publiceerde in 1834. Dit werd door Brunel gebruikt bij zijn studies naar de schroef op de Archimedes voor hij deze toepaste op de Great Britain.
Mogelijk had men in Frankrijk een praktisch toepasbare weerstandstheorie uit kunnen werken, maar met het uitbreken van de Franse Revolutie werd de Académie des Sciences ontbonden en stopten verdere experimenten. Rond 1820 werden verschillende methodes gebruikt om de weerstand te berekenen met als bekendste de Admiraliteitsformule, al bevatte deze met het gebruik van de grootte van het grootspant toen nog steeds elementen van Newtons botsingstheorie. De praktische benadering nam het over van de zoektocht naar een algemene weerstandstheorie. Dit zou duren tot de proeven van William Froude in 1870.

### Wrijving
Coulomb had op Martinique wrijvingsproeven gedaan, geïnspireerd door het werk van Musschenbroeck. Naar aanleiding van een prijvraag van de Académie des Sciences in 1781 schreef hij daarna een werk over onder andere wrijving. Hij kwam met een eenvoudige formule voor vloeistofweerstand. Prony stelde daar een empirische formule op, gebaseerd op proeven van anderen.

### Viskeuze vloeistoffen
Binnen de vloeistofdynamicatheorie werd wel vooruitgang gemaakt. Navier voegde een term toe aan de Eulervergelijkingen waardoor deze nu ook voor viskeuze vloeistoffen gold. Poisson kwam enkele jaren later tot hetzelfde resultaat. Cauchy en Saint-Venant droegen ook bij aan de ontwikkeling, maar het was Stokes die de juiste afleiding vond van wat daarna de Navier-Stokes-vergelijkingen zouden worden genoemd. Met de toevoeging van viscositeit was het mogelijk om de hydrodynamische paradox te vermijden.

### Turbulentie
Interne wrijving bleef echter problematisch, ook voor Helmholtz die in 1858 de stellingen voor wervels in een ideale vloeistof behandelde. Hoewel werd aangenomen dat deze veroorzaakt werden door interne wrijving, zouden bestaande wervels in een ideale vloeistof voor altijd blijven bestaan. Hij zag ook de analogie met de wervels in magnetische velden, waarmee de theorie ook van belang werd voor de ontwikkeling van de theorie van het elektromagnetisme.
Uit het werk van Helmholtz volgde dat wervels in een zich oneindig uitstrekkende vloeistof zich oneindig moesten uitstrekken of een gesloten ring moesten vormen. Wervels werden populair in pogingen om atomen te beschrijven, maar zouden ook een rol spelen in de beschrijving van turbulentie als oorzaak van wrijving. Reynolds toonde met gekleurde vloeistof aan dat een lichaam dat zich door een vloeistof voortbeweegt een sterke turbulentie veroorzaakt, wat al optreedt vlak achter de voorzijde. Hij deed daarna veel onderzoek naar de overgang van laminaire naar turbulente stroming. Uit alle variabelen in de Navier-Stokes-vergelijkingen wist hij in 1887 het reynoldsgetal te halen waarmee deze overgang uitgedrukt kon worden. Dit getal geeft de verhouding weer tussen de viskeuze — laminair blijven van de stroming — en de traagheidskrachten — leidend tot turbulentie — waarbij twee verschillende stromingen die een gelijk reynoldsgetal en dezelfde geometrie hebben similair zijn.

### Stoom
In de zeilvaart lagen de snelheden niet vaak boven de 10 knopen, zodat golfweerstand een te verwaarlozen rol speelde. De scheepsvorm had slechts een geringe rol bij de snelheid die een schip kon bereiken. Veel belangrijker was de kunde van bemanning om de juiste koersen te varen, de juiste tuigage te kiezen en de staat van onderhoud van een schip. Daarnaast was de weerstand slechts een van de ontwerpoverwegingen, waarbij de bouwmethode, het laadvermogen en de stabiliteit een veel belangrijker rol speelde.
Met de komst van de eerste stoomschepen in het begin van de negentiende eeuw gingen de snelheden echter omhoog en werd een beter begrip van scheepsweerstand noodzakelijk. Een aantal van de bestaande theorieën was min of meer juist, zoals de kwadratische afhankelijkheid van snelheid, Bossuts golfbijdrage en Beaufoys huidwrijving. Andere waren echter onjuist — zoals weerstand veroorzaakt door het botsen van deeltjes tegen de boeg, de afhankelijkheid van het grootspant en het idee van een omwentelingslichaam van minste weerstand — maar hadden het gezag van Newton, geholpen door het werk van Bouguer.
Een van de belangrijkste taken van de in 1831 opgerichte British Association for the Advancement of Science was onderzoek naar navigatie. Scott Russell zat in een aantal commissies die zich daarop richtten en bracht daar het belang van de golfopwekking onder de aandacht. Hij ontwikkelde scheepslijnen die zo min mogelijk golven moesten opwekken, maar had weinig begrip van hydrodynamica en deed veel op intuïtie en empirische afleiding.
William Macquorn Rankine had als technische wetenschapper wel voldoende begrip van vloeistofmechanica en werd door James Napier gevraagd om met een alternatief te komen voor de Admiraliteitsformule, waar hij in 1857 mee kwam. Hij kwam in zijn latere werk tot de conclusie dat wrijving de grootste bijdrage leverde aan weerstand. Deze weerstand uitte zich in wervelingen in wat hij de weerstandslaag noemde. Hij zocht daarna naar lijnen die zouden wervelopwekking zouden voorkomen. Zijn 'lissenoïdes' zouden uiteindelijk op Russells lijnen lijken. Hoewel zijn benadering belangrijk was om scheepsweerstand beter te begrijpen, ontbrak het zijn methode aan voorspellend vermogen.

### William Froude
Froude was oorspronkelijk civiel ingenieur bij de spoorwegen en kwam zo in dienst bij Brunel. In 1845 ging hij weg bij Brunel, maar in 1856 werd hij door deze gevraagd zich bezig te houden met scheepsbewegingen onder invloed van golven. Hij besprak daarbij onder andere huidwrijving als dempingsmechanisme en maakte gebruik van gelijkvormigheid van zijn modellen bij zijn proeven. Froude was waarschijnlijk niet op de hoogte van het werk over algemene gelijkvormigheid in de mechanica van Bertrand en voor schepen van Reech. Zijn werk bracht hem onder de aandacht bij de British Association en de admiraliteit en leverde hem het lidmaatschap van de RINA op. Tussen 1863 en 1866 maakte hij deel uit van de commissie Resistance of Water. Bij gebrek aan goede methodes om de weerstand te berekenen, ondernam hij van 1865 tot 1867 modelproeven in de haven van Dartmouth.
Tegen 1870 wilde de British Association proeven uitvoeren met echte schepen, omdat met schaalmodellen onbetrouwbare resultaten werden verkregen. Froude betoogde dat dit erg duur zou zijn en betoogde dat hij met schaalmodellen betrouwbare proeven kon doen, uitgaande van de golfweerstand en de wrijvingsweerstand die beiden andere schaalwetten volgden. Hij wist Reed, de Chief Constructor van de Royal Navy te overtuigen een sleeptank te bouwen in Torquay. Daar werd in 1872 begonnen met een model van de HMS Greyhound. Froude ontwikkelde zijn eigen dynamometer.
Tijdens de proeven nam hij waar dat symmetrisch gelijke modellen van verschillende grootte eenzelfde golfsysteem veroorzaakten, maar dat de snelheid daarbij verschilde. Een groter model moest een hogere snelheid hebben om eenzelfde patroon op te wekken volgens de verhouding:
{\displaystyle {V_{1} \over V_{2}}={\sqrt {L_{1} \over L_{2}}}}
Bij vergelijkingen tussen modellen en schepen bleek dat de specifieke weerstandscurves van modellen altijd hoger lagen dan die van schepen. De golfweerstand {\displaystyle R_{W}} bleek te schalen met {\displaystyle {V \over {\sqrt {L}}}} terwijl de wrijvingsweerstand {\displaystyle R_{F}} niet zo schaalde.
Hij stelde dat de viskeuze weerstand uitgerekend kon worden aan de hand van wrijvingsdata, waarna de golfweerstand afgeleid kon worden uit de totale weerstand:
{\displaystyle R_{W}=R_{T}-R_{F}}
Hij voerde daarna proeven uit met planken van verschillende lengtes en ruwheden waarmee hij een empirische formule samenstelde om de wrijvingsweerstand {\displaystyle R_{F}} te bepalen. Net als Rankine nam hij een laag waar met turbulente stroming, maar vond dat deze niet proportioneel toeneemt met de lengte van de plank.
Met het Froudegetal werd het mogelijk om resultaten van modelproeven om te zetten naar echte schepen. Zijn verhandeling voor RINA werd een belangrijke invloed op scheepsontwerpen.

### Grenslaag
Rond 1900 voldeed de theorie van de hydrodynamica nog steeds zo weinig om praktische resultaten mee te voorspellen, dat de hydraulica zich als toegepaste wetenschap had afgesplitst, gebruik makend van empirische formules.
Dit probleem werd dat jaar benoemd door Sommerfeld:
De theoretische natuurkunde voorspelt een wrijvingsweerstand die evenredig is met snelheid en omgekeerd evenredig met het kwadraat van de diameter, terwijl het volgens de technische natuurkunde evenredig is met het kwadraat van de snelheid en omgekeerd evenredig met de diameter.
Het werk van onder andere Prandtl zou beide disciplines verenigen in de eerste decennia van de twintigste eeuw. In 1904 kwam Prandtl met zijn theorie over de grenslaag, in de negentiende eeuw als 'wrijvingslaag' beschreven. Waar zijn voorgangers deze slechts kwalitatief konden beschrijven, was hij in staat deze te kwantificeren.

### Geschiedenis
- Darrigol, O. (2005): Worlds of Flow: a history of hydrodynamics from the Bernoullis to Prandtl Olivier, Oxford Univ. Press,
- Ferreiro, L.D. (2006): Ships and Science: The Birth of Naval Architecture in the Scientific Revolution, 1600-1800 (Transformations: Studies in the History of Science and Technology), The MIT Press, Cambridge, Mass.,
- Nowacki, H. (2006): Developments in Fluid Mechanics Theory and Ship Design before Trafalgar, Max-Planck-Institut Für Wissenschaftsgeschichte.